# 东石玉记商行建筑群
东石玉记商行建筑群，位于中国福建省晋江市东石镇第四社区，东石玉井房蔡氏三兄弟于清嘉庆年间（1796—1820年）开创“玉记商行”成为富户，光绪年间（1875—1908年）在东石港附近扩建商行，现存大厝8座和栈房2座。2009年11月16日公布为第七批福建省文物保护单位。